# کرین کاپسینت
کَرین کاپسینـِت (انگلیسی: Karyn Kupcinet؛ ۶ مارس ۱۹۴۱ – ۲۸ نوامبر ۱۹۶۳) یک هنرپیشه اهل ایالات متحده آمریکا بود.
از فیلم‌ها یا مجموعه‌های تلویزیونی که وی در آن‌ها نقش داشته است می‌توان به شیفته زن‌ها اشاره نمود.